# 1940 في إيطاليا
فيما يلي قوائم الأحداث التي وقعت خلال عام 1940 في إيطاليا.

## كتب
من الكتب التي صدرت هذه السنة في إيطاليا:
- 1 يناير – سهب التتار من تأليف دينو بوزاتي.

## مواليد

### يناير
- 1 يناير – إميليو ديل جوديس فيزيائي إيطالي.
- 4 يناير – روبرتو جالينا متسابق دراجات نارية إيطالي.
- 9 يناير – باولو ماتييه
- 11 يناير – فرانكو بالماميون درّاج طريق إيطالي.
- 19 يناير – باولو بورسيلينو قاضي إيطالي.

### فبراير
- 15 فبراير – فرانكو فالي ملاكم إيطالي.
- 18 فبراير – فابريتسيو دي أندريه[1]
- 24 فبراير – ماريا غابرييلا أميرة سافوي مؤرخة إيطالية.

### مارس
- 16 مارس – برناردو برتولوتشي
- 25 مارس – مينا مغنية إيطالية.[2]
- 27 مارس – ساندرو موناري سائق رالي إيطالي.

### أبريل
- 19 أبريل – أنا ماريا تاتيو[3]
- 28 أبريل – كارلو رانكاتي درّاج طريق إيطالي.

### مايو
- 12 مايو – باولو كازارين لاعب كرة قدم إيطالي.
- 12 مايو – جاليانو فورتوناتو لاعب كرة قدم إيطالي.

### يونيو
- 14 يونيو – فرانشيسكو غوتشيني مغني إيطالي.[4]

### يوليو
- 3 يوليو – ماريو زانين درّاج طريق إيطالي.
- 24 يوليو – أدريانو دورانتي درّاج طريق إيطالي.

### أغسطس
- 15 أغسطس – ماريا غراتسيا بوتشيلا[5]
- 22 أغسطس – جون غامبينو

### سبتمبر
- 1 سبتمبر – فرانكو بيتسي دراج إيطالي.
- 7 سبتمبر – داريو أرجنتو[6]
- 17 سبتمبر – جيلبرتو بارلوتي متسابق دراجات نارية إيطالي.

### أكتوبر
- 2 أكتوبر – ناني جالي سائق سيارة سباق إيطالي.
- 12 أكتوبر – لوتشيانو أرماني درّاج طريق إيطالي.
- 24 أكتوبر – جاكومو بولغاريلي لاعب كرة قدم إيطالي.[7]

### نوفمبر
- 15 نوفمبر – روبرتو كافالي مصمم أزياء إيطالي.[8]
- 26 نوفمبر – إنريكو بومبيري

### ديسمبر
- 14 ديسمبر – إرنيستو بيليغريني
- 18 ديسمبر – إيلاريو كاستانجر لاعب كرة قدم إيطالي.[9]

## وفيات

### يناير
- 29 يناير – نيدو نادي (مواليد 1894) مسايف إيطالي.[10]

### مارس
- 11 مارس – قضية مروتارا (مواليد 1851)[11]

### يونيو
- 28 يونيو – إيتالو بالبو (مواليد 1896)[12]

### أغسطس
- 9 أغسطس – أليساندرو بونتشي (مواليد 1870)[13]

### أكتوبر
- 19 أكتوبر – أومبيرتو كاليغاريس (مواليد 1901) لاعب كرة قدم إيطالي.
- 26 أكتوبر – جوزيف دي ستيفاني (مواليد 1879) ممثل أمريكي.